# 矢上大橋
矢上大橋（やがみおおはし）は、長崎県長崎市にある国道251号のバイパスである。かつては有料道路の矢上大橋有料道路であり長崎県道路公社が管理していたが2012年4月1日に無料開放された。通常料金が普通車で100円であったため100円橋のひとつであった。

## 概要
道路の名称にもなっている「矢上」地区は、長崎市の東部（東長崎）にあり、近年住宅地・ベッドタウンとして整備されており、諫早市多良見町に隣接している。
矢上地区を東西に分ける八郎川の西側には、大規模な卸団地（長崎卸センター）、オナーズヒル等の新興住宅地があり、2004年3月27日には 長崎自動車道 長崎多良見IC - 長崎IC間が開通した（最寄のインターチェンジは長崎芒塚IC）。また、八郎川の東側には数多くの住宅・団地が立ち並ぶ「矢上団地」がある。長崎自動車道開通前より周辺の道路は交通量が多く、渋滞が多かった。その渋滞の緩和を目的に、バイパスとして橘湾に注ぐ八郎川の河口上に架けられ、整備されたのがこの道路である。
この道路は諫早市の橘湾沿いを経由し、長崎市中心部と雲仙市を最短で結ぶ道路でもある。
2011年8月1日から時間帯を23:00から翌9:00までに限定した無料化社会実験が開始された。この社会実験は2012年3月31日まで行われていた。

### 路線データ
- 総事業費：29億円
- 着工：1983年5月
- 完成・供用開始：1985年11月

## 有料時代の管理事務所
- 長崎県道路公社 矢上大橋管理事務所
  - 所在地 : 〒851-0134 長崎県長崎市田中町279番地42
    - 地図を表示

## 有料時代の通行料金
- ETCは使用不可
- 回数券があった
- 2012年4月1日から無料開放

| 車種               | 料金  |
| ------------------ | ----- |
| 軽車両（自転車込） | 10円  |
| 軽自動車           | 100円 |
| 普通車             | 100円 |
| 中型車             | 100円 |
| 大型車             | 150円 |
| 特大車             | 360円 |

## 歴史
- 1983年（昭和58年）5月 - 着工開始
- 1985年（昭和60年）11月 - 供用開始
- 2000年（平成12年） - 24時間職員が駐在していた料金所を経費削減のため、毎日23時 - 翌6時までの7時間を無人にし、その間料金箱を設置
  - これ以来、無人の時間帯に料金を支払わずに通行するドライバーが問題視され始め、2010年に大きく問題として取り上げられた
- 2011年（平成23年）8月1日 - 時間を限定した無料化実験を開始
- 2012年（平成24年）
  - 3月31日 - 時間を限定した無料化実験を終了
  - 4月1日 - 無料開放

### 周辺情報
- 長崎市役所 東長崎支所
- 長崎東郵便局
- 長崎卸センター
- 長崎ペンギン水族館
- 長崎市中央卸売市場
- 牧島橋(牧戸橋)（牧島）
- 曲崎古墳群
- 橘湾

## 有料時代の問題点
- 矢上大橋有料道路では、23時から翌6時までの時間帯の7時間の間、料金所が無人となり、料金箱に支払う方式となっていたが、その時間帯の料金を支払う利用者が全体の5％ - 15％程度にとどまっていたことが判明している。これによる損失は、無人化を始めた2000年以降の10年間で2億円近くにも上るといわれている。そのため、管理する長崎県道路公社では料金所にて「矢上大橋は終日有料です」という横断幕を掲げ、利用者に料金投入を呼びかけていた。